# Ousseini Mounpain
Ousseini Nji Nfifen Mounpain (* 20. Januar 1994 in Yaoundé) ist ein kamerunischer Fußballspieler.

## Karriere

### Verein
Der 1,86 Meter große Defensivakteur Mounpain wechselte im September 2016 vom argentinischen Klub Deportivo Muñiz zum uruguayischen Zweitligisten Club Atlético Atenas. Dort absolvierte er in der Saison 2016 vier Spiele (kein Tor) in der Segunda División. Im März 2017 schloss er sich dem Huracán Football Club, für den er viermal in der zweithöchsten uruguayischen Liga zum Einsatz kam.
Im Januar 2018 wechselte er nach Mazedonien zum FK Skopje. Für den Verein kam er in 18 Spielen in der Prva Makedonska Liga zum Einsatz und erzielte dabei einen Treffer. Der FK Skopje stieg zu Saisonende aus der höchsten mazedonischen Spielklasse ab.
Daraufhin wechselte Mounpain zur Saison 2018/19 zum österreichischen Zweitligisten SK Austria Klagenfurt. In der Saison 2018/19 kam er zu 18 Einsätzen in der 2. Liga. Nach der Saison 2018/19 verließ er Klagenfurt.
Nach einer Spielzeit ohne Verein wechselte er im Oktober 2020 nach Griechenland zum Drittligisten AEP Karagiannia.

### Nationalmannschaft
Mounpain debütierte im Mai 2018 im kamerunischen Nationalteam, als er in einem Testspiel gegen Burkina Faso in der 90. Minute für Adolphe Teikeu eingewechselt wurde.